# Giro de Italia Femenino 2020
La 31.ª edición del Giro de Italia Femenino (oficialmente: Giro d'Italia Internazionale Femminile o también conocido como Giro Rosa) fue una carrera de ciclismo en ruta por etapas que se celebró entre el 11 y el 19 de septiembre de 2020 con inicio en la ciudad de Grosseto y final en la ciudad de Motta Montecorvino en Italia. El recorrido constó de un total de 9 etapas sobre una distancia total de 971,8 km.
La carrera formó parte del UCI WorldTour Femenino 2020 como competencia de categoría 2.WWT del calendario ciclístico de máximo nivel mundial, siendo la quinta carrera de dicho circuito. Como sucediera en 2015 y 2017, la vencedora fue la neerlandesa Anna van der Breggen del Boels-Dolmans. La acompañaron en el podio, como segunda y tercera clasificada respectivamente, la polaca Katarzyna Niewiadoma del Canyon SRAM Racing y la italiana Elisa Longo Borghini del Trek-Segafredo.
La neerlandesa Annemiek van Vleuten, líder y dominadora de la competencia desde la segunda etapa tuvo que retirarse de la carrera al finalizar la séptima etapa debido a una caída sufrida en el último kilómetro en donde se fracturó la muñeca.

## Equipos
Tomaron la salida un total de 24 equipos, de los cuales participarán los 8 equipos de categoría UCI WorldTeam Femenino habilitados y 16 equipos de categoría UCI Continental Team Femenino invitados por la organización de la carrera, quienes conformaron un pelotón de 137 ciclistas de las cuales terminaron 85. Los equipos participantes fueron:
| translation for headoftableIII_translate index 58 not found (8)- Alé BTC Ljubljana - Canyon-SRAM Racing - CCC-Liv - FDJ-Nouvelle Aquitaine-Futuroscope - Mitchelton-Scott - Movistar Team - Sunweb Women - Trek-Segafredo UCI Women's continental teams (8)- Bizkaia-Durango - Boels Dolmans - Ceratizit-WNT Pro Cycling - Cogeas Mettler Look - Casa Dorada - Paule Ka - Lviv Cycling Team - Minsk Cycling Club Unknown team category (8)- Aromitalia Vaiano - Astana Women's - BePink - Eurotarget-Bianchi-Vittoria - Lotto Soudal Ladies - Servetto-Piumate-Beltrami TSA - Top Girls Fassa Bortolo - Valcar-Travel & Service |
| |

## Recorrido
| Etapa     | Fecha     | Recorrido                                      | type                     | Distancia (km) | Ganador              | Líder                |
| --------- | --------- | ---------------------------------------------- | ------------------------ | -------------- | -------------------- | -------------------- |
| 1.ª etapa | 11 de sep | Grosseto – Grosseto                            | contrarreloj por equipos | 16,8           | Trek-Segafredo       | Elisa Longo Borghini |
| 2.ª etapa | 12 de sep | Paganico – Arcidosso                           | etapa escarpada          | 124            | Annemiek van Vleuten | Annemiek van Vleuten |
| 3.ª etapa | 13 de sep | Santa Fiora – Asís                             | etapa escarpada          | 142            | Marianne Vos         | Annemiek van Vleuten |
| 4.ª etapa | 14 de sep | Asís – Tívoli                                  | etapa escarpada          | 170            | Elizabeth Banks      | Annemiek van Vleuten |
| 5.ª etapa | 15 de sep | Terracina – Terracina                          | etapa de media montaña   | 110            | Marianne Vos         | Annemiek van Vleuten |
| 6.ª etapa | 16 de sep | Torre del Greco – Nola                         | etapa escarpada          | 97             | Marianne Vos         | Annemiek van Vleuten |
| 7.ª etapa | 17 de sep | Nola – Maddaloni                               | etapa escarpada          | 112            | Lotte Kopecky        | Annemiek van Vleuten |
| 8.ª etapa | 18 de sep | Castelnuovo della Daunia – San Marco la Catola | etapa de media montaña   | 91             | Elisa Longo Borghini | Anna van der Breggen |
| 9.ª etapa | 19 de sep | Motta Montecorvino – Motta Montecorvino        | etapa de media montaña   | 109            | Évita Muzic          | Anna van der Breggen |

## Desarrollo de la carrera

### 1.ª etapa
| Grosseto - Grosseto | contrarreloj por equipos | (16,8 km) |

| \| Clasificación de la etapa \| Clasificación de la etapa \| Clasificación de la etapa \| Clasificación de la etapa \| Clasificación de la etapa \| Clasificación de la etapa \| \| Equipo \| Equipo \| Tiempo \| Diferencia \| Promedio \| \| \| ------------------------- \| ------------------------- \| ------------------------- \| ------------------------- \| ------------------------- \| ------------------------- \| \| 1.º \| Trek-Segafredo \| 20 min 05 s \| 0 s \| 50.191 km/h \| \| \| 2.º \| Boels Dolmans \| 20 min 08 s \| + 3 s \| 50.066 km/h \| \| \| 3.º \| Mitchelton-Scott \| 20 min 10 s \| + 5 s \| 49.983 km/h \| \| \| 4.º \| Paule Ka \| 20 min 15 s \| + 10 s \| 49.778 km/h \| \| \| 5.º \| Sunweb Women \| 20 min 19 s \| + 14 s \| 49.614 km/h \| \| \| 6.º \| Canyon-SRAM Racing \| 20 min 21 s \| + 16 s \| 49.533 km/h \| \| \| 7.º \| CCC-Liv \| 20 min 47 s \| + 42 s \| 48.500 km/h \| \| \| 8.º \| Ceratizit-WNT Pro Cycling \| 20 min 48 s \| + 43 s \| 48.462 km/h \| \| \| 9.º \| Alé BTC Ljubljana \| 20 min 54 s \| + 49 s \| 48.230 km/h \| \| \| 10.º \| Valcar-Travel & Service \| 20 min 56 s \| + 51 s \| 48.153 km/h \| \| |                           |             |            |             |
| |                           |             |            |             |
| Fuente: ProCyclingStats |                           |             |            |             |
| Clasificación de la etapa |                           |             |            |             |
| Equipo | Equipo                    | Tiempo      | Diferencia | Promedio    |
| 1.º | Trek-Segafredo            | 20 min 05 s | 0 s        | 50.191 km/h |
| 2.º | Boels Dolmans             | 20 min 08 s | + 3 s      | 50.066 km/h |
| 3.º | Mitchelton-Scott          | 20 min 10 s | + 5 s      | 49.983 km/h |
| 4.º | Paule Ka                  | 20 min 15 s | + 10 s     | 49.778 km/h |
| 5.º | Sunweb Women              | 20 min 19 s | + 14 s     | 49.614 km/h |
| 6.º | Canyon-SRAM Racing        | 20 min 21 s | + 16 s     | 49.533 km/h |
| 7.º | CCC-Liv                   | 20 min 47 s | + 42 s     | 48.500 km/h |
| 8.º | Ceratizit-WNT Pro Cycling | 20 min 48 s | + 43 s     | 48.462 km/h |
| 9.º | Alé BTC Ljubljana         | 20 min 54 s | + 49 s     | 48.230 km/h |
| 10.º | Valcar-Travel & Service   | 20 min 56 s | + 51 s     | 48.153 km/h |

| \| Clasificación general \| Clasificación general \| Clasificación general \| Clasificación general \| Clasificación general \| \| Ciclista \| Ciclista \| Equipo \| Tiempo \| \| \| --------------------- \| --------------------------- \| --------------------- \| --------------------- \| --------------------- \| \| 1.ª \| Elisa Longo Borghini \| Trek-Segafredo \| 20 min 05 s \| \| \| 2.ª \| Ruth Winder \| Trek-Segafredo \| + 0 s \| \| \| 3.ª \| Ellen van Dijk \| Trek-Segafredo \| + 0 s \| \| \| 4.ª \| Lizzie Deignan \| Trek-Segafredo \| + 0 s \| \| \| 5.ª \| Chantal van den Broek-Blaak \| Boels Dolmans \| + 3 s \| \| \| 6.ª \| Amy Pieters \| Boels Dolmans \| + 3 s \| \| \| 7.ª \| Jolien D'Hoore \| Boels Dolmans \| + 3 s \| \| \| 8.ª \| Anna van der Breggen \| Boels Dolmans \| + 3 s \| \| \| 9.ª \| Karol-Ann Canuel \| Boels Dolmans \| + 3 s \| \| \| 10.ª \| Eva Buurman \| Boels Dolmans \| + 3 s \| \| |                             |                |             |
| |                             |                |             |
| Fuente: ProCyclingStats |                             |                |             |
| Clasificación general |                             |                |             |
| Ciclista | Ciclista                    | Equipo         | Tiempo      |
| 1.ª | Elisa Longo Borghini        | Trek-Segafredo | 20 min 05 s |
| 2.ª | Ruth Winder                 | Trek-Segafredo | + 0 s       |
| 3.ª | Ellen van Dijk              | Trek-Segafredo | + 0 s       |
| 4.ª | Lizzie Deignan              | Trek-Segafredo | + 0 s       |
| 5.ª | Chantal van den Broek-Blaak | Boels Dolmans  | + 3 s       |
| 6.ª | Amy Pieters                 | Boels Dolmans  | + 3 s       |
| 7.ª | Jolien D'Hoore              | Boels Dolmans  | + 3 s       |
| 8.ª | Anna van der Breggen        | Boels Dolmans  | + 3 s       |
| 9.ª | Karol-Ann Canuel            | Boels Dolmans  | + 3 s       |
| 10.ª | Eva Buurman                 | Boels Dolmans  | + 3 s       |

### 2.ª etapa
| Paganico - Arcidosso | etapa escarpada | (124 km) |

| \| Clasificación de la etapa \| Clasificación de la etapa \| Clasificación de la etapa \| Clasificación de la etapa \| Clasificación de la etapa \| \| Ciclista \| Ciclista \| Equipo \| Tiempo \| \| \| ------------------------- \| ------------------------- \| ---------------------------------- \| ------------------------- \| ------------------------- \| \| 1.ª \| Annemiek van Vleuten \| Mitchelton-Scott \| 3 h 53 min 20 s \| \| \| 2.ª \| Anna van der Breggen \| Boels Dolmans \| + 1 min 16 s \| \| \| 3.ª \| Katarzyna Niewiadoma \| Canyon-SRAM Racing \| + 1 min 16 s \| \| \| 4.ª \| Cecilie Uttrup Ludwig \| FDJ-Nouvelle Aquitaine-Futuroscope \| + 1 min 29 s \| \| \| 5.ª \| Ashleigh Moolman-Pasio \| CCC-Liv \| + 3 min 07 s \| \| \| 6.ª \| Mavi García \| Alé BTC Ljubljana \| + 3 min 07 s \| \| \| 7.ª \| Mikayla Harvey \| Paule Ka \| + 3 min 11 s \| \| \| 8.ª \| Soraya Paladin \| CCC-Liv \| + 3 min 52 s \| \| \| 9.ª \| Erica Magnaldi \| Ceratizit-WNT Pro Cycling \| + 3 min 55 s \| \| \| 10.ª \| Amanda Spratt \| Mitchelton-Scott \| + 3 min 57 s \| \| |                        |                                    |                 |
| |                        |                                    |                 |
| Fuente: ProCyclingStats |                        |                                    |                 |
| Clasificación de la etapa |                        |                                    |                 |
| Ciclista | Ciclista               | Equipo                             | Tiempo          |
| 1.ª | Annemiek van Vleuten   | Mitchelton-Scott                   | 3 h 53 min 20 s |
| 2.ª | Anna van der Breggen   | Boels Dolmans                      | + 1 min 16 s    |
| 3.ª | Katarzyna Niewiadoma   | Canyon-SRAM Racing                 | + 1 min 16 s    |
| 4.ª | Cecilie Uttrup Ludwig  | FDJ-Nouvelle Aquitaine-Futuroscope | + 1 min 29 s    |
| 5.ª | Ashleigh Moolman-Pasio | CCC-Liv                            | + 3 min 07 s    |
| 6.ª | Mavi García            | Alé BTC Ljubljana                  | + 3 min 07 s    |
| 7.ª | Mikayla Harvey         | Paule Ka                           | + 3 min 11 s    |
| 8.ª | Soraya Paladin         | CCC-Liv                            | + 3 min 52 s    |
| 9.ª | Erica Magnaldi         | Ceratizit-WNT Pro Cycling          | + 3 min 55 s    |
| 10.ª | Amanda Spratt          | Mitchelton-Scott                   | + 3 min 57 s    |

| \| Clasificación general \| Clasificación general \| Clasificación general \| Clasificación general \| Clasificación general \| \| Ciclista \| Ciclista \| Equipo \| Tiempo \| \| \| --------------------- \| ---------------------- \| ---------------------------------- \| --------------------- \| --------------------- \| \| 1.ª \| Annemiek van Vleuten \| Mitchelton-Scott \| 4 h 13 min 20 s \| \| \| 2.ª \| Anna van der Breggen \| Boels Dolmans \| + 1 min 18 s \| \| \| 3.ª \| Katarzyna Niewiadoma \| Canyon-SRAM Racing \| + 1 min 33 s \| \| \| 4.ª \| Cecilie Uttrup Ludwig \| FDJ-Nouvelle Aquitaine-Futuroscope \| + 2 min 54 s \| \| \| 5.ª \| Mikayla Harvey \| Paule Ka \| + 3 min 26 s \| \| \| 6.ª \| Ashleigh Moolman-Pasio \| CCC-Liv \| + 3 min 54 s \| \| \| 7.ª \| Mavi García \| Alé BTC Ljubljana \| + 4 min 01 s \| \| \| 8.ª \| Amanda Spratt \| Mitchelton-Scott \| + 4 min 07 s \| \| \| 9.ª \| Elise Chabbey \| Paule Ka \| + 4 min 15 s \| \| \| 10.ª \| Elisa Longo Borghini \| Trek-Segafredo \| + 4 min 27 s \| \| |                        |                                    |                 |
| |                        |                                    |                 |
| Fuente: ProCyclingStats |                        |                                    |                 |
| Clasificación general |                        |                                    |                 |
| Ciclista | Ciclista               | Equipo                             | Tiempo          |
| 1.ª | Annemiek van Vleuten   | Mitchelton-Scott                   | 4 h 13 min 20 s |
| 2.ª | Anna van der Breggen   | Boels Dolmans                      | + 1 min 18 s    |
| 3.ª | Katarzyna Niewiadoma   | Canyon-SRAM Racing                 | + 1 min 33 s    |
| 4.ª | Cecilie Uttrup Ludwig  | FDJ-Nouvelle Aquitaine-Futuroscope | + 2 min 54 s    |
| 5.ª | Mikayla Harvey         | Paule Ka                           | + 3 min 26 s    |
| 6.ª | Ashleigh Moolman-Pasio | CCC-Liv                            | + 3 min 54 s    |
| 7.ª | Mavi García            | Alé BTC Ljubljana                  | + 4 min 01 s    |
| 8.ª | Amanda Spratt          | Mitchelton-Scott                   | + 4 min 07 s    |
| 9.ª | Elise Chabbey          | Paule Ka                           | + 4 min 15 s    |
| 10.ª | Elisa Longo Borghini   | Trek-Segafredo                     | + 4 min 27 s    |

### 3.ª etapa
| Santa Fiora - Asís | etapa escarpada | (142 km) |

| \| Clasificación de la etapa \| Clasificación de la etapa \| Clasificación de la etapa \| Clasificación de la etapa \| Clasificación de la etapa \| \| Ciclista \| Ciclista \| Equipo \| Tiempo \| \| \| ------------------------- \| ------------------------- \| ---------------------------------- \| ------------------------- \| ------------------------- \| \| 1.ª \| Marianne Vos \| CCC-Liv \| 3 h 53 min 34 s \| \| \| 2.ª \| Cecilie Uttrup Ludwig \| FDJ-Nouvelle Aquitaine-Futuroscope \| + 2 s \| \| \| 3.ª \| Elisa Longo Borghini \| Trek-Segafredo \| + 5 s \| \| \| 4.ª \| Liane Lippert \| Sunweb \| + 8 s \| \| \| 5.ª \| Annemiek van Vleuten \| Mitchelton-Scott \| + 12 s \| \| \| 6.ª \| Lotte Kopecky \| Lotto Soudal Ladies \| + 13 s \| \| \| 7.ª \| Anna van der Breggen \| Boels Dolmans \| + 16 s \| \| \| 8.ª \| Ashleigh Moolman-Pasio \| CCC-Liv \| + 16 s \| \| \| 9.ª \| Katarzyna Niewiadoma \| Canyon-SRAM Racing \| + 16 s \| \| \| 10.ª \| Mavi García \| Alé BTC Ljubljana \| + 19 s \| \| |                        |                                    |                 |
| |                        |                                    |                 |
| Fuente: ProCyclingStats |                        |                                    |                 |
| Clasificación de la etapa |                        |                                    |                 |
| Ciclista | Ciclista               | Equipo                             | Tiempo          |
| 1.ª | Marianne Vos           | CCC-Liv                            | 3 h 53 min 34 s |
| 2.ª | Cecilie Uttrup Ludwig  | FDJ-Nouvelle Aquitaine-Futuroscope | + 2 s           |
| 3.ª | Elisa Longo Borghini   | Trek-Segafredo                     | + 5 s           |
| 4.ª | Liane Lippert          | Sunweb                             | + 8 s           |
| 5.ª | Annemiek van Vleuten   | Mitchelton-Scott                   | + 12 s          |
| 6.ª | Lotte Kopecky          | Lotto Soudal Ladies                | + 13 s          |
| 7.ª | Anna van der Breggen   | Boels Dolmans                      | + 16 s          |
| 8.ª | Ashleigh Moolman-Pasio | CCC-Liv                            | + 16 s          |
| 9.ª | Katarzyna Niewiadoma   | Canyon-SRAM Racing                 | + 16 s          |
| 10.ª | Mavi García            | Alé BTC Ljubljana                  | + 19 s          |

| \| Clasificación general \| Clasificación general \| Clasificación general \| Clasificación general \| Clasificación general \| \| Ciclista \| Ciclista \| Equipo \| Tiempo \| \| \| --------------------- \| ---------------------- \| ---------------------------------- \| --------------------- \| --------------------- \| \| 1.ª \| Annemiek van Vleuten \| Mitchelton-Scott \| 8 h 07 min 06 s \| \| \| 2.ª \| Anna van der Breggen \| Boels Dolmans \| + 1 min 22 s \| \| \| 3.ª \| Katarzyna Niewiadoma \| Canyon-SRAM Racing \| + 1 min 37 s \| \| \| 4.ª \| Cecilie Uttrup Ludwig \| FDJ-Nouvelle Aquitaine-Futuroscope \| + 2 min 38 s \| \| \| 5.ª \| Mikayla Harvey \| Paule Ka \| + 3 min 40 s \| \| \| 6.ª \| Ashleigh Moolman-Pasio \| CCC-Liv \| + 3 min 58 s \| \| \| 7.ª \| Mavi García \| Alé BTC Ljubljana \| + 4 min 08 s \| \| \| 8.ª \| Elisa Longo Borghini \| Trek-Segafredo \| + 4 min 16 s \| \| \| 9.ª \| Elise Chabbey \| Paule Ka \| + 4 min 40 s \| \| \| 10.ª \| Marianne Vos \| CCC-Liv \| + 4 min 53 s \| \| |                        |                                    |                 |
| |                        |                                    |                 |
| Fuente: ProCyclingStats |                        |                                    |                 |
| Clasificación general |                        |                                    |                 |
| Ciclista | Ciclista               | Equipo                             | Tiempo          |
| 1.ª | Annemiek van Vleuten   | Mitchelton-Scott                   | 8 h 07 min 06 s |
| 2.ª | Anna van der Breggen   | Boels Dolmans                      | + 1 min 22 s    |
| 3.ª | Katarzyna Niewiadoma   | Canyon-SRAM Racing                 | + 1 min 37 s    |
| 4.ª | Cecilie Uttrup Ludwig  | FDJ-Nouvelle Aquitaine-Futuroscope | + 2 min 38 s    |
| 5.ª | Mikayla Harvey         | Paule Ka                           | + 3 min 40 s    |
| 6.ª | Ashleigh Moolman-Pasio | CCC-Liv                            | + 3 min 58 s    |
| 7.ª | Mavi García            | Alé BTC Ljubljana                  | + 4 min 08 s    |
| 8.ª | Elisa Longo Borghini   | Trek-Segafredo                     | + 4 min 16 s    |
| 9.ª | Elise Chabbey          | Paule Ka                           | + 4 min 40 s    |
| 10.ª | Marianne Vos           | CCC-Liv                            | + 4 min 53 s    |

### 4.ª etapa
| Asís - Tívoli | etapa escarpada | (170 km) |

| \| Clasificación de la etapa \| Clasificación de la etapa \| Clasificación de la etapa \| Clasificación de la etapa \| Clasificación de la etapa \| \| Ciclista \| Ciclista \| Equipo \| Tiempo \| \| \| ------------------------- \| ------------------------- \| ---------------------------------- \| ------------------------- \| ------------------------- \| \| 1.ª \| Elizabeth Banks \| Paule Ka \| 4 h 27 min 21 s \| \| \| 2.ª \| Eugenia Bujak \| Alé BTC Ljubljana \| + 7 s \| \| \| 3.ª \| Annemiek van Vleuten \| Mitchelton-Scott \| + 1 min 10 s \| \| \| 4.ª \| Elisa Longo Borghini \| Trek-Segafredo \| + 1 min 22 s \| \| \| 5.ª \| Katarzyna Niewiadoma \| Canyon-SRAM Racing \| + 1 min 25 s \| \| \| 6.ª \| Liane Lippert \| Sunweb \| + 1 min 27 s \| \| \| 7.ª \| Cecilie Uttrup Ludwig \| FDJ-Nouvelle Aquitaine-Futuroscope \| + 1 min 31 s \| \| \| 8.ª \| Mavi García \| Alé BTC Ljubljana \| + 1 min 36 s \| \| \| 9.ª \| Ashleigh Moolman-Pasio \| CCC-Liv \| + 1 min 42 s \| \| \| 10.ª \| Marianne Vos \| CCC-Liv \| + 1 min 42 s \| \| |                        |                                    |                 |
| |                        |                                    |                 |
| Fuente: ProCyclingStats |                        |                                    |                 |
| Clasificación de la etapa |                        |                                    |                 |
| Ciclista | Ciclista               | Equipo                             | Tiempo          |
| 1.ª | Elizabeth Banks        | Paule Ka                           | 4 h 27 min 21 s |
| 2.ª | Eugenia Bujak          | Alé BTC Ljubljana                  | + 7 s           |
| 3.ª | Annemiek van Vleuten   | Mitchelton-Scott                   | + 1 min 10 s    |
| 4.ª | Elisa Longo Borghini   | Trek-Segafredo                     | + 1 min 22 s    |
| 5.ª | Katarzyna Niewiadoma   | Canyon-SRAM Racing                 | + 1 min 25 s    |
| 6.ª | Liane Lippert          | Sunweb                             | + 1 min 27 s    |
| 7.ª | Cecilie Uttrup Ludwig  | FDJ-Nouvelle Aquitaine-Futuroscope | + 1 min 31 s    |
| 8.ª | Mavi García            | Alé BTC Ljubljana                  | + 1 min 36 s    |
| 9.ª | Ashleigh Moolman-Pasio | CCC-Liv                            | + 1 min 42 s    |
| 10.ª | Marianne Vos           | CCC-Liv                            | + 1 min 42 s    |

| \| Clasificación general \| Clasificación general \| Clasificación general \| Clasificación general \| Clasificación general \| \| Ciclista \| Ciclista \| Equipo \| Tiempo \| \| \| --------------------- \| ---------------------- \| ---------------------------------- \| --------------------- \| --------------------- \| \| 1.ª \| Annemiek van Vleuten \| Mitchelton-Scott \| 12 h 35 min 33 s \| \| \| 2.ª \| Katarzyna Niewiadoma \| Canyon-SRAM Racing \| + 1 min 56 s \| \| \| 3.ª \| Anna van der Breggen \| Boels Dolmans \| + 2 min 03 s \| \| \| 4.ª \| Cecilie Uttrup Ludwig \| FDJ-Nouvelle Aquitaine-Futuroscope \| + 3 min 03 s \| \| \| 5.ª \| Mikayla Harvey \| Paule Ka \| + 4 min 21 s \| \| \| 6.ª \| Elisa Longo Borghini \| Trek-Segafredo \| + 4 min 32 s \| \| \| 7.ª \| Ashleigh Moolman-Pasio \| CCC-Liv \| + 4 min 34 s \| \| \| 8.ª \| Mavi García \| Alé BTC Ljubljana \| + 4 min 38 s \| \| \| 9.ª \| Marianne Vos \| CCC-Liv \| + 5 min 29 s \| \| \| 10.ª \| Elise Chabbey \| Paule Ka \| + 5 min 36 s \| \| |                        |                                    |                  |
| |                        |                                    |                  |
| Fuente: ProCyclingStats |                        |                                    |                  |
| Clasificación general |                        |                                    |                  |
| Ciclista | Ciclista               | Equipo                             | Tiempo           |
| 1.ª | Annemiek van Vleuten   | Mitchelton-Scott                   | 12 h 35 min 33 s |
| 2.ª | Katarzyna Niewiadoma   | Canyon-SRAM Racing                 | + 1 min 56 s     |
| 3.ª | Anna van der Breggen   | Boels Dolmans                      | + 2 min 03 s     |
| 4.ª | Cecilie Uttrup Ludwig  | FDJ-Nouvelle Aquitaine-Futuroscope | + 3 min 03 s     |
| 5.ª | Mikayla Harvey         | Paule Ka                           | + 4 min 21 s     |
| 6.ª | Elisa Longo Borghini   | Trek-Segafredo                     | + 4 min 32 s     |
| 7.ª | Ashleigh Moolman-Pasio | CCC-Liv                            | + 4 min 34 s     |
| 8.ª | Mavi García            | Alé BTC Ljubljana                  | + 4 min 38 s     |
| 9.ª | Marianne Vos           | CCC-Liv                            | + 5 min 29 s     |
| 10.ª | Elise Chabbey          | Paule Ka                           | + 5 min 36 s     |

### 5.ª etapa
| Terracina - Terracina | etapa de media montaña | (110 km) |

| \| Clasificación de la etapa \| Clasificación de la etapa \| Clasificación de la etapa \| Clasificación de la etapa \| Clasificación de la etapa \| \| Ciclista \| Ciclista \| Equipo \| Tiempo \| \| \| ------------------------- \| ------------------------- \| ------------------------- \| ------------------------- \| ------------------------- \| \| 1.ª \| Marianne Vos \| CCC-Liv \| 2 h 47 min 27 s \| \| \| 2.ª \| Lotte Kopecky \| Lotto Soudal Ladies \| + 0 s \| \| \| 3.ª \| Lizzie Deignan \| Trek-Segafredo \| + 0 s \| \| \| 4.ª \| Coryn Rivera \| Sunweb \| + 0 s \| \| \| 5.ª \| Lisa Brennauer \| Ceratizit-WNT Pro Cycling \| + 0 s \| \| \| 6.ª \| Alison Jackson \| Sunweb \| + 0 s \| \| \| 7.ª \| Sandra Alonso \| Cronos-Casa Dorada \| + 0 s \| \| \| 8.ª \| Amy Pieters \| Boels Dolmans \| + 0 s \| \| \| 9.ª \| Jelena Erić \| Movistar Team \| + 0 s \| \| \| 10.ª \| Vittoria Guazzini \| Valcar-Travel & Service \| + 0 s \| \| |                   |                           |                 |
| |                   |                           |                 |
| Fuente: ProCyclingStats |                   |                           |                 |
| Clasificación de la etapa |                   |                           |                 |
| Ciclista | Ciclista          | Equipo                    | Tiempo          |
| 1.ª | Marianne Vos      | CCC-Liv                   | 2 h 47 min 27 s |
| 2.ª | Lotte Kopecky     | Lotto Soudal Ladies       | + 0 s           |
| 3.ª | Lizzie Deignan    | Trek-Segafredo            | + 0 s           |
| 4.ª | Coryn Rivera      | Sunweb                    | + 0 s           |
| 5.ª | Lisa Brennauer    | Ceratizit-WNT Pro Cycling | + 0 s           |
| 6.ª | Alison Jackson    | Sunweb                    | + 0 s           |
| 7.ª | Sandra Alonso     | Cronos-Casa Dorada        | + 0 s           |
| 8.ª | Amy Pieters       | Boels Dolmans             | + 0 s           |
| 9.ª | Jelena Erić       | Movistar Team             | + 0 s           |
| 10.ª | Vittoria Guazzini | Valcar-Travel & Service   | + 0 s           |

| \| Clasificación general \| Clasificación general \| Clasificación general \| Clasificación general \| Clasificación general \| \| Ciclista \| Ciclista \| Equipo \| Tiempo \| \| \| --------------------- \| ---------------------- \| ---------------------------------- \| --------------------- \| --------------------- \| \| 1.ª \| Annemiek van Vleuten \| Mitchelton-Scott \| 15 h 23 min 00 s \| \| \| 2.ª \| Katarzyna Niewiadoma \| Canyon-SRAM Racing \| + 1 min 56 s \| \| \| 3.ª \| Anna van der Breggen \| Boels Dolmans \| + 2 min 03 s \| \| \| 4.ª \| Cecilie Uttrup Ludwig \| FDJ-Nouvelle Aquitaine-Futuroscope \| + 3 min 03 s \| \| \| 5.ª \| Mikayla Harvey \| Paule Ka \| + 4 min 21 s \| \| \| 6.ª \| Elisa Longo Borghini \| Trek-Segafredo \| + 4 min 32 s \| \| \| 7.ª \| Ashleigh Moolman-Pasio \| CCC-Liv \| + 4 min 34 s \| \| \| 8.ª \| Mavi García \| Alé BTC Ljubljana \| + 4 min 38 s \| \| \| 9.ª \| Marianne Vos \| CCC-Liv \| + 5 min 19 s \| \| \| 10.ª \| Elise Chabbey \| Paule Ka \| + 5 min 36 s \| \| |                        |                                    |                  |
| |                        |                                    |                  |
| Fuente: ProCyclingStats |                        |                                    |                  |
| Clasificación general |                        |                                    |                  |
| Ciclista | Ciclista               | Equipo                             | Tiempo           |
| 1.ª | Annemiek van Vleuten   | Mitchelton-Scott                   | 15 h 23 min 00 s |
| 2.ª | Katarzyna Niewiadoma   | Canyon-SRAM Racing                 | + 1 min 56 s     |
| 3.ª | Anna van der Breggen   | Boels Dolmans                      | + 2 min 03 s     |
| 4.ª | Cecilie Uttrup Ludwig  | FDJ-Nouvelle Aquitaine-Futuroscope | + 3 min 03 s     |
| 5.ª | Mikayla Harvey         | Paule Ka                           | + 4 min 21 s     |
| 6.ª | Elisa Longo Borghini   | Trek-Segafredo                     | + 4 min 32 s     |
| 7.ª | Ashleigh Moolman-Pasio | CCC-Liv                            | + 4 min 34 s     |
| 8.ª | Mavi García            | Alé BTC Ljubljana                  | + 4 min 38 s     |
| 9.ª | Marianne Vos           | CCC-Liv                            | + 5 min 19 s     |
| 10.ª | Elise Chabbey          | Paule Ka                           | + 5 min 36 s     |

### 6.ª etapa
| Torre del Greco - Nola | etapa escarpada | (97 km) |

| \| Clasificación de la etapa \| Clasificación de la etapa \| Clasificación de la etapa \| Clasificación de la etapa \| Clasificación de la etapa \| \| Ciclista \| Ciclista \| Equipo \| Tiempo \| \| \| ------------------------- \| ------------------------- \| ---------------------------------- \| ------------------------- \| ------------------------- \| \| 1.ª \| Marianne Vos \| CCC-Liv \| 2 h 14 min 24 s \| \| \| 2.ª \| Hannah Barnes \| Canyon-SRAM Racing \| + 0 s \| \| \| 3.ª \| Lotte Kopecky \| Lotto Soudal Ladies \| + 0 s \| \| \| 4.ª \| Coryn Rivera \| Sunweb \| + 0 s \| \| \| 5.ª \| Amy Pieters \| Boels Dolmans \| + 0 s \| \| \| 6.ª \| Arlenis Sierra \| Astana Women's Team \| + 0 s \| \| \| 7.ª \| Ilaria Sanguineti \| Valcar-Travel & Service \| + 0 s \| \| \| 8.ª \| Giorgia Bariani \| Top Girls Fassa Bortolo \| + 0 s \| \| \| 9.ª \| Stine Borgli \| FDJ-Nouvelle Aquitaine-Futuroscope \| + 0 s \| \| \| 10.ª \| Katarzyna Niewiadoma \| Canyon-SRAM Racing \| + 0 s \| \| |                      |                                    |                 |
| |                      |                                    |                 |
| Fuente: ProCyclingStats |                      |                                    |                 |
| Clasificación de la etapa |                      |                                    |                 |
| Ciclista | Ciclista             | Equipo                             | Tiempo          |
| 1.ª | Marianne Vos         | CCC-Liv                            | 2 h 14 min 24 s |
| 2.ª | Hannah Barnes        | Canyon-SRAM Racing                 | + 0 s           |
| 3.ª | Lotte Kopecky        | Lotto Soudal Ladies                | + 0 s           |
| 4.ª | Coryn Rivera         | Sunweb                             | + 0 s           |
| 5.ª | Amy Pieters          | Boels Dolmans                      | + 0 s           |
| 6.ª | Arlenis Sierra       | Astana Women's Team                | + 0 s           |
| 7.ª | Ilaria Sanguineti    | Valcar-Travel & Service            | + 0 s           |
| 8.ª | Giorgia Bariani      | Top Girls Fassa Bortolo            | + 0 s           |
| 9.ª | Stine Borgli         | FDJ-Nouvelle Aquitaine-Futuroscope | + 0 s           |
| 10.ª | Katarzyna Niewiadoma | Canyon-SRAM Racing                 | + 0 s           |

| \| Clasificación general \| Clasificación general \| Clasificación general \| Clasificación general \| Clasificación general \| \| Ciclista \| Ciclista \| Equipo \| Tiempo \| \| \| --------------------- \| ---------------------- \| ---------------------------------- \| --------------------- \| --------------------- \| \| 1.ª \| Annemiek van Vleuten \| Mitchelton-Scott \| 17 h 37 min 28 s \| \| \| 2.ª \| Katarzyna Niewiadoma \| Canyon-SRAM Racing \| + 1 min 52 s \| \| \| 3.ª \| Anna van der Breggen \| Boels Dolmans \| + 2 min 03 s \| \| \| 4.ª \| Cecilie Uttrup Ludwig \| FDJ-Nouvelle Aquitaine-Futuroscope \| + 3 min 03 s \| \| \| 5.ª \| Mikayla Harvey \| Paule Ka \| + 4 min 21 s \| \| \| 6.ª \| Elisa Longo Borghini \| Trek-Segafredo \| + 4 min 32 s \| \| \| 7.ª \| Ashleigh Moolman-Pasio \| CCC-Liv \| + 4 min 34 s \| \| \| 8.ª \| Mavi García \| Alé BTC Ljubljana \| + 4 min 38 s \| \| \| 9.ª \| Marianne Vos \| CCC-Liv \| + 5 min 02 s \| \| \| 10.ª \| Elise Chabbey \| Paule Ka \| + 5 min 32 s \| \| |                        |                                    |                  |
| |                        |                                    |                  |
| Fuente: ProCyclingStats |                        |                                    |                  |
| Clasificación general |                        |                                    |                  |
| Ciclista | Ciclista               | Equipo                             | Tiempo           |
| 1.ª | Annemiek van Vleuten   | Mitchelton-Scott                   | 17 h 37 min 28 s |
| 2.ª | Katarzyna Niewiadoma   | Canyon-SRAM Racing                 | + 1 min 52 s     |
| 3.ª | Anna van der Breggen   | Boels Dolmans                      | + 2 min 03 s     |
| 4.ª | Cecilie Uttrup Ludwig  | FDJ-Nouvelle Aquitaine-Futuroscope | + 3 min 03 s     |
| 5.ª | Mikayla Harvey         | Paule Ka                           | + 4 min 21 s     |
| 6.ª | Elisa Longo Borghini   | Trek-Segafredo                     | + 4 min 32 s     |
| 7.ª | Ashleigh Moolman-Pasio | CCC-Liv                            | + 4 min 34 s     |
| 8.ª | Mavi García            | Alé BTC Ljubljana                  | + 4 min 38 s     |
| 9.ª | Marianne Vos           | CCC-Liv                            | + 5 min 02 s     |
| 10.ª | Elise Chabbey          | Paule Ka                           | + 5 min 32 s     |

### 7.ª etapa
| Nola - Maddaloni | etapa escarpada | (112 km) |

| \| Clasificación de la etapa \| Clasificación de la etapa \| Clasificación de la etapa \| Clasificación de la etapa \| Clasificación de la etapa \| \| Ciclista \| Ciclista \| Equipo \| Tiempo \| \| \| ------------------------- \| ------------------------- \| ------------------------- \| ------------------------- \| ------------------------- \| \| 1.ª \| Lotte Kopecky \| Lotto Soudal Ladies \| 2 h 52 min 12 s \| \| \| 2.ª \| Lizzie Deignan \| Trek-Segafredo \| + 2 s \| \| \| 3.ª \| Katarzyna Niewiadoma \| Canyon-SRAM Racing \| + 3 s \| \| \| 4.ª \| Marta Cavalli \| Valcar-Travel & Service \| + 3 s \| \| \| 5.ª \| Anna van der Breggen \| Boels Dolmans \| + 3 s \| \| \| 6.ª \| Soraya Paladin \| CCC-Liv \| + 3 s \| \| \| 7.ª \| Ane Santesteban \| Ceratizit-WNT Pro Cycling \| + 3 s \| \| \| 8.ª \| Liane Lippert \| Sunweb \| + 3 s \| \| \| 9.ª \| Ashleigh Moolman-Pasio \| CCC-Liv \| + 3 s \| \| \| 10.ª \| Floortje Mackaij \| Sunweb \| + 3 s \| \| |                        |                           |                 |
| |                        |                           |                 |
| Fuente: ProCyclingStats |                        |                           |                 |
| Clasificación de la etapa |                        |                           |                 |
| Ciclista | Ciclista               | Equipo                    | Tiempo          |
| 1.ª | Lotte Kopecky          | Lotto Soudal Ladies       | 2 h 52 min 12 s |
| 2.ª | Lizzie Deignan         | Trek-Segafredo            | + 2 s           |
| 3.ª | Katarzyna Niewiadoma   | Canyon-SRAM Racing        | + 3 s           |
| 4.ª | Marta Cavalli          | Valcar-Travel & Service   | + 3 s           |
| 5.ª | Anna van der Breggen   | Boels Dolmans             | + 3 s           |
| 6.ª | Soraya Paladin         | CCC-Liv                   | + 3 s           |
| 7.ª | Ane Santesteban        | Ceratizit-WNT Pro Cycling | + 3 s           |
| 8.ª | Liane Lippert          | Sunweb                    | + 3 s           |
| 9.ª | Ashleigh Moolman-Pasio | CCC-Liv                   | + 3 s           |
| 10.ª | Floortje Mackaij       | Sunweb                    | + 3 s           |

| \| Clasificación general \| Clasificación general \| Clasificación general \| Clasificación general \| Clasificación general \| \| Ciclista \| Ciclista \| Equipo \| Tiempo \| \| \| --------------------- \| ---------------------- \| ---------------------------------- \| --------------------- \| --------------------- \| \| 1.ª \| Annemiek van Vleuten \| Mitchelton-Scott \| 20 h 29 min 43 s \| \| \| 2.ª \| Katarzyna Niewiadoma \| Canyon-SRAM Racing \| + 1 min 48 s \| \| \| 3.ª \| Anna van der Breggen \| Boels Dolmans \| + 2 min 03 s \| \| \| 4.ª \| Cecilie Uttrup Ludwig \| FDJ-Nouvelle Aquitaine-Futuroscope \| + 3 min 03 s \| \| \| 5.ª \| Mikayla Harvey \| Paule Ka \| + 4 min 21 s \| \| \| 6.ª \| Elisa Longo Borghini \| Trek-Segafredo \| + 4 min 32 s \| \| \| 7.ª \| Ashleigh Moolman-Pasio \| CCC-Liv \| + 4 min 34 s \| \| \| 8.ª \| Mavi García \| Alé BTC Ljubljana \| + 4 min 38 s \| \| \| 9.ª \| Marianne Vos \| CCC-Liv \| + 5 min 02 s \| \| \| 10.ª \| Elizabeth Banks \| Paule Ka \| + 5 min 56 s \| \| |                        |                                    |                  |
| |                        |                                    |                  |
| Fuente: ProCyclingStats |                        |                                    |                  |
| Clasificación general |                        |                                    |                  |
| Ciclista | Ciclista               | Equipo                             | Tiempo           |
| 1.ª | Annemiek van Vleuten   | Mitchelton-Scott                   | 20 h 29 min 43 s |
| 2.ª | Katarzyna Niewiadoma   | Canyon-SRAM Racing                 | + 1 min 48 s     |
| 3.ª | Anna van der Breggen   | Boels Dolmans                      | + 2 min 03 s     |
| 4.ª | Cecilie Uttrup Ludwig  | FDJ-Nouvelle Aquitaine-Futuroscope | + 3 min 03 s     |
| 5.ª | Mikayla Harvey         | Paule Ka                           | + 4 min 21 s     |
| 6.ª | Elisa Longo Borghini   | Trek-Segafredo                     | + 4 min 32 s     |
| 7.ª | Ashleigh Moolman-Pasio | CCC-Liv                            | + 4 min 34 s     |
| 8.ª | Mavi García            | Alé BTC Ljubljana                  | + 4 min 38 s     |
| 9.ª | Marianne Vos           | CCC-Liv                            | + 5 min 02 s     |
| 10.ª | Elizabeth Banks        | Paule Ka                           | + 5 min 56 s     |

### 8.ª etapa
| Castelnuovo della Daunia - San Marco la Catola | etapa de media montaña | (91 km) |

| \| Clasificación de la etapa \| Clasificación de la etapa \| Clasificación de la etapa \| Clasificación de la etapa \| Clasificación de la etapa \| \| Ciclista \| Ciclista \| Equipo \| Tiempo \| \| \| ------------------------- \| ------------------------- \| ---------------------------------- \| ------------------------- \| ------------------------- \| \| 1.ª \| Elisa Longo Borghini \| Trek-Segafredo \| 2 h 33 min 57 s \| \| \| 2.ª \| Anna van der Breggen \| Boels Dolmans \| + 0 s \| \| \| 3.ª \| Mikayla Harvey \| Paule Ka \| + 31 s \| \| \| 4.ª \| Katrine Aalerud \| Movistar Team \| + 1 min 06 s \| \| \| 5.ª \| Cecilie Uttrup Ludwig \| FDJ-Nouvelle Aquitaine-Futuroscope \| + 1 min 19 s \| \| \| 6.ª \| Katarzyna Niewiadoma \| Canyon-SRAM Racing \| + 1 min 19 s \| \| \| 7.ª \| Pauliena Rooijakkers \| CCC-Liv \| + 1 min 19 s \| \| \| 8.ª \| Liane Lippert \| Sunweb \| + 1 min 31 s \| \| \| 9.ª \| Marta Cavalli \| Valcar-Travel & Service \| + 1 min 52 s \| \| \| 10.ª \| Sofia Bertizzolo \| CCC-Liv \| + 1 min 58 s \| \| |                       |                                    |                 |
| |                       |                                    |                 |
| Fuente: ProCyclingStats |                       |                                    |                 |
| Clasificación de la etapa |                       |                                    |                 |
| Ciclista | Ciclista              | Equipo                             | Tiempo          |
| 1.ª | Elisa Longo Borghini  | Trek-Segafredo                     | 2 h 33 min 57 s |
| 2.ª | Anna van der Breggen  | Boels Dolmans                      | + 0 s           |
| 3.ª | Mikayla Harvey        | Paule Ka                           | + 31 s          |
| 4.ª | Katrine Aalerud       | Movistar Team                      | + 1 min 06 s    |
| 5.ª | Cecilie Uttrup Ludwig | FDJ-Nouvelle Aquitaine-Futuroscope | + 1 min 19 s    |
| 6.ª | Katarzyna Niewiadoma  | Canyon-SRAM Racing                 | + 1 min 19 s    |
| 7.ª | Pauliena Rooijakkers  | CCC-Liv                            | + 1 min 19 s    |
| 8.ª | Liane Lippert         | Sunweb                             | + 1 min 31 s    |
| 9.ª | Marta Cavalli         | Valcar-Travel & Service            | + 1 min 52 s    |
| 10.ª | Sofia Bertizzolo      | CCC-Liv                            | + 1 min 58 s    |

| \| Clasificación general \| Clasificación general \| Clasificación general \| Clasificación general \| Clasificación general \| \| Ciclista \| Ciclista \| Equipo \| Tiempo \| \| \| --------------------- \| ---------------------- \| ---------------------------------- \| --------------------- \| --------------------- \| \| 1.ª \| Anna van der Breggen \| Boels Dolmans \| 23 h 05 min 37 s \| \| \| 2.ª \| Katarzyna Niewiadoma \| Canyon-SRAM Racing \| + 1 min 10 s \| \| \| 3.ª \| Elisa Longo Borghini \| Trek-Segafredo \| + 2 min 23 s \| \| \| 4.ª \| Cecilie Uttrup Ludwig \| FDJ-Nouvelle Aquitaine-Futuroscope \| + 2 min 25 s \| \| \| 5.ª \| Mikayla Harvey \| Paule Ka \| + 2 min 51 s \| \| \| 6.ª \| Ashleigh Moolman-Pasio \| CCC-Liv \| + 4 min 48 s \| \| \| 7.ª \| Mavi García \| Alé BTC Ljubljana \| + 5 min 58 s \| \| \| 8.ª \| Ane Santesteban \| Ceratizit-WNT Pro Cycling \| + 6 min 17 s \| \| \| 9.ª \| Marianne Vos \| CCC-Liv \| + 7 min 29 s \| \| \| 10.ª \| Elizabeth Banks \| Paule Ka \| + 7 min 49 s \| \| |                        |                                    |                  |
| |                        |                                    |                  |
| Fuente: ProCyclingStats |                        |                                    |                  |
| Clasificación general |                        |                                    |                  |
| Ciclista | Ciclista               | Equipo                             | Tiempo           |
| 1.ª | Anna van der Breggen   | Boels Dolmans                      | 23 h 05 min 37 s |
| 2.ª | Katarzyna Niewiadoma   | Canyon-SRAM Racing                 | + 1 min 10 s     |
| 3.ª | Elisa Longo Borghini   | Trek-Segafredo                     | + 2 min 23 s     |
| 4.ª | Cecilie Uttrup Ludwig  | FDJ-Nouvelle Aquitaine-Futuroscope | + 2 min 25 s     |
| 5.ª | Mikayla Harvey         | Paule Ka                           | + 2 min 51 s     |
| 6.ª | Ashleigh Moolman-Pasio | CCC-Liv                            | + 4 min 48 s     |
| 7.ª | Mavi García            | Alé BTC Ljubljana                  | + 5 min 58 s     |
| 8.ª | Ane Santesteban        | Ceratizit-WNT Pro Cycling          | + 6 min 17 s     |
| 9.ª | Marianne Vos           | CCC-Liv                            | + 7 min 29 s     |
| 10.ª | Elizabeth Banks        | Paule Ka                           | + 7 min 49 s     |

### 9.ª etapa
| Motta Montecorvino - Motta Montecorvino | etapa de media montaña | (109 km) |

| \| Clasificación de la etapa \| Clasificación de la etapa \| Clasificación de la etapa \| Clasificación de la etapa \| Clasificación de la etapa \| \| Ciclista \| Ciclista \| Equipo \| Tiempo \| \| \| ------------------------- \| ------------------------- \| ---------------------------------- \| ------------------------- \| ------------------------- \| \| 1.ª \| Évita Muzic \| FDJ-Nouvelle Aquitaine-Futuroscope \| 3 h 16 min 30 s \| \| \| 2.ª \| Niamh Fisher-Black \| Paule Ka \| + 0 s \| \| \| 3.ª \| Juliette Labous \| Sunweb \| + 0 s \| \| \| 4.ª \| Katia Ragusa \| Astana Women's Team \| + 3 s \| \| \| 5.ª \| Ellen van Dijk \| Trek-Segafredo \| + 4 s \| \| \| 6.ª \| Erica Magnaldi \| Ceratizit-WNT Pro Cycling \| + 8 s \| \| \| 7.ª \| Sabrina Stultiens \| CCC-Liv \| + 10 s \| \| \| 8.ª \| Eugenia Bujak \| Alé BTC Ljubljana \| + 25 s \| \| \| 9.ª \| Arlenis Sierra \| Astana Women's Team \| + 36 s \| \| \| 10.ª \| Paula Patiño \| Movistar Team \| + 42 s \| \| |                    |                                    |                 |
| |                    |                                    |                 |
| Fuente: ProCyclingStats |                    |                                    |                 |
| Clasificación de la etapa |                    |                                    |                 |
| Ciclista | Ciclista           | Equipo                             | Tiempo          |
| 1.ª | Évita Muzic        | FDJ-Nouvelle Aquitaine-Futuroscope | 3 h 16 min 30 s |
| 2.ª | Niamh Fisher-Black | Paule Ka                           | + 0 s           |
| 3.ª | Juliette Labous    | Sunweb                             | + 0 s           |
| 4.ª | Katia Ragusa       | Astana Women's Team                | + 3 s           |
| 5.ª | Ellen van Dijk     | Trek-Segafredo                     | + 4 s           |
| 6.ª | Erica Magnaldi     | Ceratizit-WNT Pro Cycling          | + 8 s           |
| 7.ª | Sabrina Stultiens  | CCC-Liv                            | + 10 s          |
| 8.ª | Eugenia Bujak      | Alé BTC Ljubljana                  | + 25 s          |
| 9.ª | Arlenis Sierra     | Astana Women's Team                | + 36 s          |
| 10.ª | Paula Patiño       | Movistar Team                      | + 42 s          |

## Clasificaciones finales
Las clasificaciones finalizaron de la siguiente forma:

### Clasificación general(Maglia Rosa)
| \| Clasificación general \| Clasificación general \| Clasificación general \| Clasificación general \| Clasificación general \| \| Ciclista \| Ciclista \| Equipo \| Tiempo \| \| \| --------------------- \| --------------------------- \| ------------------------------------ \| --------------------- \| --------------------- \| \| 1.ª \| Anna van der Breggen \| Boels Dolmans \| 26 h 25 min 43 s \| \| \| 2.ª \| Katarzyna Niewiadoma \| Canyon-SRAM Racing \| + 1 min 14 s \| \| \| 3.ª \| Elisa Longo Borghini \| Trek-Segafredo \| + 2 min 20 s \| \| \| 4.ª \| Cecilie Uttrup Ludwig \| FDJ-Nouvelle Aquitaine-Futuroscope \| + 2 min 22 s \| \| \| 5.ª \| Mikayla Harvey \| Paule Ka \| + 2 min 52 s \| \| \| 6.ª \| Ashleigh Moolman-Pasio \| CCC-Liv \| + 5 min 02 s \| \| \| 7.ª \| Ane Santesteban \| Ceratizit-WNT Pro Cycling \| + 6 min 31 s \| \| \| 8.ª \| Paula Patiño \| Movistar Team \| + 6 min 54 s \| \| \| 9.ª \| Mavi García \| Alé BTC Ljubljana \| + 7 min 06 s \| \| \| 10.ª \| Évita Muzic \| FDJ-Nouvelle Aquitaine-Futuroscope \| + 7 min 47 s \| \| \| 11.ª \| Marianne Vos \| CCC-Liv \| + 8 min 01 s \| \| \| 12.ª \| Elizabeth Banks \| Paule Ka \| + 8 min 09 s \| \| \| 13.ª \| Liane Lippert \| Sunweb \| + 8 min 27 s \| \| \| 14.ª \| Marta Cavalli \| Valcar-Travel & Service \| + 8 min 46 s \| \| \| 15.ª \| Katia Ragusa \| Astana Women's Team \| + 9 min 42 s \| \| \| 16.ª \| Katrine Aalerud \| Movistar Team \| + 10 min 21 s \| \| \| 17.ª \| Soraya Paladin \| CCC-Liv \| + 11 min 28 s \| \| \| 18.ª \| Chantal van den Broek-Blaak \| Boels Dolmans \| + 12 min 07 s \| \| \| 19.ª \| Erica Magnaldi \| Ceratizit-WNT Pro Cycling \| + 12 min 18 s \| \| \| 20.ª \| Mariya Novolódskaya \| Cogeas-Mettler-Look Pro Cycling Team \| + 15 min 08 s \| \| |                             |                                      |                  |
| |                             |                                      |                  |
| Fuente: ProCyclingStats |                             |                                      |                  |
| Clasificación general |                             |                                      |                  |
| Ciclista | Ciclista                    | Equipo                               | Tiempo           |
| 1.ª | Anna van der Breggen        | Boels Dolmans                        | 26 h 25 min 43 s |
| 2.ª | Katarzyna Niewiadoma        | Canyon-SRAM Racing                   | + 1 min 14 s     |
| 3.ª | Elisa Longo Borghini        | Trek-Segafredo                       | + 2 min 20 s     |
| 4.ª | Cecilie Uttrup Ludwig       | FDJ-Nouvelle Aquitaine-Futuroscope   | + 2 min 22 s     |
| 5.ª | Mikayla Harvey              | Paule Ka                             | + 2 min 52 s     |
| 6.ª | Ashleigh Moolman-Pasio      | CCC-Liv                              | + 5 min 02 s     |
| 7.ª | Ane Santesteban             | Ceratizit-WNT Pro Cycling            | + 6 min 31 s     |
| 8.ª | Paula Patiño                | Movistar Team                        | + 6 min 54 s     |
| 9.ª | Mavi García                 | Alé BTC Ljubljana                    | + 7 min 06 s     |
| 10.ª | Évita Muzic                 | FDJ-Nouvelle Aquitaine-Futuroscope   | + 7 min 47 s     |
| 11.ª | Marianne Vos                | CCC-Liv                              | + 8 min 01 s     |
| 12.ª | Elizabeth Banks             | Paule Ka                             | + 8 min 09 s     |
| 13.ª | Liane Lippert               | Sunweb                               | + 8 min 27 s     |
| 14.ª | Marta Cavalli               | Valcar-Travel & Service              | + 8 min 46 s     |
| 15.ª | Katia Ragusa                | Astana Women's Team                  | + 9 min 42 s     |
| 16.ª | Katrine Aalerud             | Movistar Team                        | + 10 min 21 s    |
| 17.ª | Soraya Paladin              | CCC-Liv                              | + 11 min 28 s    |
| 18.ª | Chantal van den Broek-Blaak | Boels Dolmans                        | + 12 min 07 s    |
| 19.ª | Erica Magnaldi              | Ceratizit-WNT Pro Cycling            | + 12 min 18 s    |
| 20.ª | Mariya Novolódskaya         | Cogeas-Mettler-Look Pro Cycling Team | + 15 min 08 s    |

### Clasificación por puntos(Maglia Ciclamino)
| Clasificación por puntos | Clasificación por puntos | Clasificación por puntos           | Clasificación por puntos | Clasificación por puntos |
| Ciclista                 | Ciclista                 | Equipo                             | Puntos                   |                          |
| ------------------------ | ------------------------ | ---------------------------------- | ------------------------ | ------------------------ |
| 1.ª                      | Marianne Vos             | CCC-Liv                            | 46 pts                   |                          |
| 2.ª                      | Anna van der Breggen     | Boels Dolmans                      | 34 pts                   |                          |
| 3.ª                      | Katarzyna Niewiadoma     | Canyon-SRAM Racing                 | 34 pts                   |                          |
| 4.ª                      | Elisa Longo Borghini     | Trek-Segafredo                     | 33 pts                   |                          |
| 5.ª                      | Cecilie Uttrup Ludwig    | FDJ-Nouvelle Aquitaine-Futuroscope | 30 pts                   |                          |
| 6.ª                      | Lizzie Deignan           | Trek-Segafredo                     | 22 pts                   |                          |
| 7.ª                      | Liane Lippert            | Sunweb                             | 19 pts                   |                          |
| 8.ª                      | Coryn Rivera             | Sunweb                             | 16 pts                   |                          |
| 9.ª                      | Évita Muzic              | FDJ-Nouvelle Aquitaine-Futuroscope | 15 pts                   |                          |
| 10.ª                     | Elizabeth Banks          | Paule Ka                           | 15 pts                   |                          |

### Clasificación de la montaña(Maglia Verde)
| Clasificación de la montaña | Clasificación de la montaña | Clasificación de la montaña          | Clasificación de la montaña | Clasificación de la montaña |
| Ciclista                    | Ciclista                    | Equipo                               | Puntos                      |                             |
| --------------------------- | --------------------------- | ------------------------------------ | --------------------------- | --------------------------- |
| 1.ª                         | Cecilie Uttrup Ludwig       | FDJ-Nouvelle Aquitaine-Futuroscope   | 40 pts                      |                             |
| 2.ª                         | Elisa Longo Borghini        | Trek-Segafredo                       | 28 pts                      |                             |
| 3.ª                         | Katia Ragusa                | Astana Women's Team                  | 24 pts                      |                             |
| 4.ª                         | Marianne Vos                | CCC-Liv                              | 17 pts                      |                             |
| 5.ª                         | Mariya Novolódskaya         | Cogeas-Mettler-Look Pro Cycling Team | 12 pts                      |                             |
| 6.ª                         | Anna van der Breggen        | Boels Dolmans                        | 12 pts                      |                             |
| 7.ª                         | Liane Lippert               | Sunweb                               | 7 pts                       |                             |
| 8.ª                         | Évita Muzic                 | FDJ-Nouvelle Aquitaine-Futuroscope   | 5 pts                       |                             |
| 9.ª                         | Mikayla Harvey              | Paule Ka                             | 5 pts                       |                             |
| 10.ª                        | Pauliena Rooijakkers        | CCC-Liv                              | 5 pts                       |                             |

### Clasificación de las jóvenes(Maglia Bianca)
| Clasificación del mejor joven | Clasificación del mejor joven | Clasificación del mejor joven        | Clasificación del mejor joven | Clasificación del mejor joven |
| Ciclista                      | Ciclista                      | Equipo                               | Tiempo                        |                               |
| ----------------------------- | ----------------------------- | ------------------------------------ | ----------------------------- | ----------------------------- |
| 1.ª                           | Mikayla Harvey                | Paule Ka                             | 26 h 28 min 35 s              |                               |
| 2.ª                           | Évita Muzic                   | FDJ-Nouvelle Aquitaine-Futuroscope   | + 4 min 55 s                  |                               |
| 3.ª                           | Liane Lippert                 | Sunweb                               | + 5 min 35 s                  |                               |
| 4.ª                           | Marta Cavalli                 | Valcar-Travel & Service              | + 5 min 54 s                  |                               |
| 5.ª                           | Mariya Novolódskaya           | Cogeas-Mettler-Look Pro Cycling Team | + 12 min 16 s                 |                               |
| 6.ª                           | Niamh Fisher-Black            | Paule Ka                             | + 13 min 08 s                 |                               |
| 7.ª                           | Juliette Labous               | Sunweb                               | + 14 min 00 s                 |                               |
| 8.ª                           | Debora Silvestri              | Top Girls Fassa Bortolo              | + 16 min 32 s                 |                               |
| 9.ª                           | Sara Casasola                 | Servetto-Piumate-Beltrami TSA        | + 27 min 06 s                 |                               |
| 10.ª                          | Maaike Boogaard               | Alé BTC Ljubljana                    | + 39 min 24 s                 |                               |

### Clasificación por equipos
| Clasificación por equipos | Clasificación por equipos          | Clasificación por equipos | Clasificación por equipos |
| Equipo                    | Equipo                             | Tiempo                    |                           |
| ------------------------- | ---------------------------------- | ------------------------- | ------------------------- |
| 1.º                       | CCC-Liv                            | 78 h 50 min 19 s          |                           |
| 2.º                       | Paule Ka                           | + 43 s                    |                           |
| 3.º                       | FDJ-Nouvelle Aquitaine-Futuroscope | + 10 min 45 s             |                           |
| 4.º                       | Boels Dolmans                      | + 23 min 05 s             |                           |
| 5.º                       | Trek-Segafredo                     | + 25 min 14 s             |                           |
| 6.º                       | Alé BTC Ljubljana                  | + 26 min 21 s             |                           |
| 7.º                       | Sunweb Women                       | + 26 min 36 s             |                           |
| 8.º                       | Canyon-SRAM Racing                 | + 32 min 36 s             |                           |
| 9.º                       | Mitchelton-Scott                   | + 38 min 07 s             |                           |
| 10.º                      | Ceratizit-WNT Pro Cycling          | + 38 min 09 s             |                           |

## Evolución de las clasificaciones
| Etapa                   |                          | Ganador _            | Clasificación general | Puntos               | Montaña               | Jóvenes        | Equipo _       | Mejor nacional       |
| ----------------------- | ------------------------ | -------------------- | --------------------- | -------------------- | --------------------- | -------------- | -------------- | -------------------- |
| 1.ª etapa               | contrarreloj por equipos | Trek-Segafredo       | Elisa Longo Borghini  | no otorgado          | no otorgado           | Emma Norsgaard | Trek-Segafredo | Elisa Longo Borghini |
| 2.ª etapa               | etapa escarpada          | Annemiek van Vleuten | Annemiek van Vleuten  | Annemiek van Vleuten | Annemiek van Vleuten  | Mikayla Harvey | CCC-Liv        | Elisa Longo Borghini |
| 3.ª etapa               | etapa escarpada          | Marianne Vos         | Annemiek van Vleuten  | Annemiek van Vleuten | Marianne Vos          | Mikayla Harvey | CCC-Liv        | Elisa Longo Borghini |
| 4.ª etapa               | etapa escarpada          | Elizabeth Banks      | Annemiek van Vleuten  | Annemiek van Vleuten | Cecilie Uttrup Ludwig | Mikayla Harvey | Paule Ka       | Elisa Longo Borghini |
| 5.ª etapa               | etapa de media montaña   | Marianne Vos         | Annemiek van Vleuten  | Marianne Vos         | Cecilie Uttrup Ludwig | Mikayla Harvey | Paule Ka       | Elisa Longo Borghini |
| 6.ª etapa               | etapa escarpada          | Marianne Vos         | Annemiek van Vleuten  | Marianne Vos         | Cecilie Uttrup Ludwig | Mikayla Harvey | Paule Ka       | Elisa Longo Borghini |
| 7.ª etapa               | etapa escarpada          | Lotte Kopecky        | Annemiek van Vleuten  | Marianne Vos         | Cecilie Uttrup Ludwig | Mikayla Harvey | CCC-Liv        | Elisa Longo Borghini |
| 8.ª etapa               | etapa de media montaña   | Elisa Longo Borghini | Anna van der Breggen  | Marianne Vos         | Cecilie Uttrup Ludwig | Mikayla Harvey | CCC-Liv        | Elisa Longo Borghini |
| 9.ª etapa               | etapa de media montaña   | Évita Muzic          | Anna van der Breggen  | Marianne Vos         | Cecilie Uttrup Ludwig | Mikayla Harvey | CCC-Liv        | Elisa Longo Borghini |
| Clasificaciones finales | Clasificaciones finales  |                      | Anna van der Breggen  | Marianne Vos         | Cecilie Uttrup Ludwig | Mikayla Harvey | CCC-Liv        | Elisa Longo Borghini |

Nota: Mejor nacional, hace alusión a la mejor ciclista italiana de la prueba

## Ciclistas participantes y posiciones finales
Convenciones:
- AB-N: Abandono en la etapa "N"
- FLT-N: Retiro por llegada fuera del límite de tiempo en la etapa "N"
- NTS-N: No tomó la salida para la etapa "N"
- DES-N: Descalificado o expulsado en la etapa "N"

## UCI WorldTour Femenino
El Giro de Italia Femenino otorgó puntos para el UCI World Ranking Femenino y el UCI WorldTour Ranking Femenino para corredoras de los equipos en las categorías UCI Team Femenino. Las siguientes tablas muestran el baremo de puntuación y las 10 corredoras que obtuvieron más puntos:
| Posición              | 1.ª | 2.ª | 3.ª | 4.ª | 5.ª | 6.ª | 7.ª | 8.ª | 9.ª | 10.ª | 11.ª | 12.ª | 13.ª | 14.ª | 15.ª | 16.ª-20.ª | 21.ª-30.ª | 31.ª-40.ª |
| Clasificación general | 400 | 320 | 260 | 220 | 180 | 140 | 120 | 100 | 80  | 68   | 56   | 48   | 40   | 32   | 28   | 24        | 16        | 8         |
| Por etapa             | 50  | 40  | 30  | 25  | 20  | 18  | 15  | 10  | 8   | 6    |      |      |      |      |      |           |           |           |
| Líder                 | 8   |     |     |     |     |     |     |     |     |      |      |      |      |      |      |           |           |           |
| Mejor joven           | 6   | 4   | 2   |     |     |     |     |     |     |      |      |      |      |      |      |           |           |           |

| Clasificación |                       |                                    |         |        |       |       |        |
| Posición      | Ciclista              | Equipo                             | General | Etapa  | Líder | Joven | Total  |
| ------------- | --------------------- | ---------------------------------- | ------- | ------ | ----- | ----- | ------ |
| 1.ª           | Anna van der Breggen  | Boels-Dolmans                      | 400     | 121,67 | 8     | -     | 529,67 |
| 2.ª           | Katarzyna Niewiadoma  | Canyon SRAM Racing                 | 320     | 115    | -     | -     | 435    |
| 3.ª           | Elisa Longo Borghini  | Trek-Segafredo                     | 260     | 113,33 | 8     | -     | 381,33 |
| 4.ª           | Cecilie Uttrup Ludwig | FDJ Nouvelle Aquitaine Futuroscope | 220     | 100    | -     | -     | 320    |
| 5.ª           | Mikayla Harvey        | Paule Ka                           | 180     | 49,17  | -     | 6     | 229,17 |
| 6.ª           | Marianne Vos          | CCC-Liv                            | 56      | 158,5  | -     | -     | 214,5  |
| 7.ª           | Ashleigh Moolman      | CCC-Liv                            | 140     | 48,5   | -     | -     | 188,5  |
| 8.ª           | Annemiek van Vleuten  | Mitchelton Scott                   | -       | 105    | 48    | -     | 153    |
| 9.ª           | Lotte Kopecky         | Lotto Soudal                       | -       | 138    | -     | -     | 138    |
| 10.ª          | Ane Santesteban       | Ceratizit-WNT                      | 120     | 16,67  | -     | -     | 136,67 |

1. ↑  No incluye los puntos de la clasificación de las jóvenes ya que estos solo contabilizan para el ranking sub-23.